# Asarum hypogynum
Asarum hypogynum Hayata – gatunek rośliny z rodziny kokornakowatych (Aristolochiaceae Juss.). Występuje naturalnie na Tajwanie. 

## Morfologia
PokrójBylina tworząca kłącza.
LiściePojedyncze, mają podłużnie trójkątny kształt. Mierzą 13–20 cm długości oraz 6–20 cm szerokości. Są owłosione i mają zieloną barwę z białymi plamkami. Blaszka liściowa jest o sercowatej nasadzie i spiczastym lub ogoniastym wierzchołku. Ogonek liściowy jest nagi i dorasta do 10–18 cm długości.
KwiatySą promieniste, obupłciowe, pojedyncze. Okwiat ma dzwonkowato okrągły kształt z silnie zwężonym wierzchołkiem i purpurowo zielonkawą barwę, dorasta do 3–3,5 cm długości oraz 3–4 cm szerokości. Listki okwiatu mają niemal okrągły kształt. Zalążnia może być od górnej do niemal dolnej z wolnymi słupkami.

## Biologia i ekologia
Rośnie w lasach. Występuje na wysokości od 1000 do 1200 m n.p.m. Kwitnie od października do lipca.